# Scherz-Polka
Die Scherz-Polka ist eine Polka von Johann Strauss (Sohn) (op. 72). Das Werk wurde am 28. November 1849 entweder im  Tanzlokal Zum Sperl oder im Sofienbad-Saal in Wien erstmals aufgeführt.

## Einzelnachweis
1. ↑  Quelle: Englische Version des Booklets (Seite 46) in der 52 CDs umfassenden Gesamtausgabe der Orchesterwerke von Johann Strauß (Sohn), Hrsg. Naxos (Label). Das Werk ist als dritter Titel auf der 15. CD zu hören.